# Cestrus nigristernum
Cestrus nigristernum là một loài tò vò trong họ Ichneumonidae.